# Battaglia di Marmelade
La battaglia di Marmelade fu un episodio della rivoluzione haitiana.

## La battaglia
All'inizio dell'estate del 1793, le truppe di Toussaint combatterono per il re di Spagna e si posero come obbiettivo la conquista della città di Marmelade, difesa dal colonnello Vernet, un mulatto al servizio della Repubblica francese. I repubblicani francesi si rifugiarono nella piantagione Pilboreau, situata sulle alture di Ennery. Vernet incontrò il commissario Étienne Polverel sulla strada verso Le Cap. Nel corso dello scontro i francesi persero diversi uomini al punto che ne rimasero solo 1200 sopravvissuti. Vernet fuggì ma successivamente coi suoi uomini decise di disertare l'armata repubblicana e fece ritorno a Marmelade, questa volta non più per combattere contro Toussaint, ma per aderire alla sua causa. Vernet divenne uno dei principali luogotenenti e venne adottato da Toussaint come un nipote. Toussaint consolidò così la sua posizione a Marmelade dove pose il proprio comando temporaneo.